# Guido Gialdini

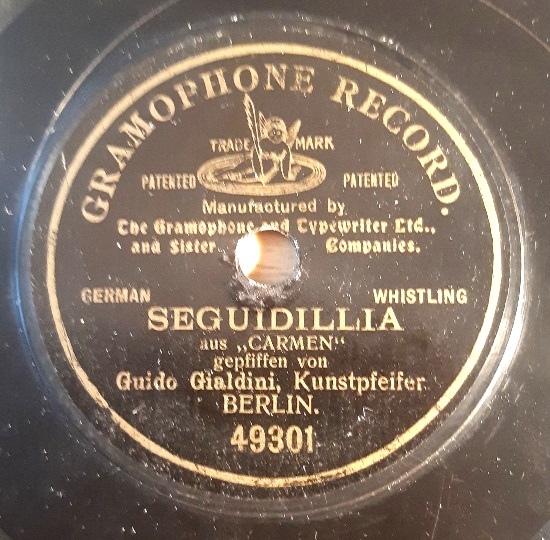
Schallplatte von Guido Gialdini (Berlin 1902)

Guido Gialdini (eigentlich Curt Abramowitz; * 16. Dezember 1880 in Halle (Saale); † 16. April 1943 im KZ Auschwitz) war ein deutscher Kunstpfeifer oder Pfeifkünstler.

## Leben
Curt Abramowitz stammte aus einer jüdischen Familie. Seine Eltern waren der Chasan (Kantor) Louis Abramowitz (* 1849/1850 Tauroggen, Russland; † 1926 Berlin) und Emma, geb. Hirsch (* 1849/1850 Zirke; † 1929 Berlin).
Um 1890 zog er mit seinen Eltern von Halle nach Berlin. Nach einer Kaufmannslehre war er drei Jahre lang als reisender Wäschehändler tätig, ehe man auf sein außergewöhnliches Talent aufmerksam wurde. Abramowitz konnte nahezu jede Melodie, die er einmal gehört hatte, fehlerfrei nachpfeifen, ob es nun ein Schlager, ein Volksliedchen, eine Opernarie oder der neueste Ragtime war.
Im Jahr 1900 debütierte er auf einer Wohltätigkeitsveranstaltung des Roten Kreuzes. Seine Karriere entwickelte sich zügig, vor dem Ersten Weltkrieg war Abramowitz eine bekannte Größe im internationalen Varietégeschäft. 1908 hatte er bereits Tourneen durch Deutschland, Frankreich, Österreich-Ungarn, Holland, England und Brasilien absolviert. Im April 1910 konnte er im renommierten Berliner Apollo-Theater sein 10-jähriges Bühnenjubiläum feiern, ab August 1910 folgte eine mehrmonatige Tournee durch die Vereinigten Staaten, dann, vom Herbst 1911 bis zum Sommer 1912, durch Australien. Er arbeitete auch mit anderen Künstlern zusammen, zu deren Gesangs- oder Wort-Vorträgen er pfiff.
Seine Karriere wurde ab 1933 durch die Rassenpolitik der Nationalsozialisten beendet. 1934 konnte er noch in der Hamburger „Flora“ auftreten, im März 1938 übertrug Radio Hilversum ein Konzert mit ihm, zwischen November 1935 und April 1940 nahm er an Aufführungen des Kulturbunds Deutscher Juden teil.
Während des Zweiten Weltkriegs musste er als „staatenloser Ausländer Curt-Israel Abramowitz“ im Osram-Werk S (Berlin, Helmholtzstraße) Zwangsarbeit leisten.
1943 wurde Curt Abramowitz in das KZ Auschwitz deportiert und ermordet.

## Schallplatten
Früh wurde die noch junge Tonträgerindustrie auf Gialdini aufmerksam, denn der Pfeif-Ton eignete sich, ähnlich wie das Banjo oder wie Blasinstrumente, ganz besonders gut für die seinerzeit noch akustisch mit einem Trichter und einer Membrane erfolgende Aufnahme.
So gab es bald schon viele Edison-Cylinder und Grammophon-Platten mit Stücken, die von Kurt Abramowitz gepfiffen worden waren.
Auch nach der Einführung der elektrischen Aufnahmetechnik mit dem Mikrophon nach 1925 blieben seine Aufnahmen gefragt. Abramowitz pfiff auch im Rundfunk. Im März 1935 entstanden letzte Aufnahmen zusammen mit dem Orchester Billy Bartholomew (Jig Club auf Gloria 27032).
Für Auftritte am Berliner Rundfunk sei zum Beleg angeführt, dass ihn der seinerzeit populäre Rundfunkkomiker Ludwig Manfred Lommel in seiner Szene Paul und Pauline hören Radio unter die zitierten Rundfunkkünstler aufnimmt und mit Erfolg imitiert.

## Bekannt gewordene Aufnahmen von Gialdini
Mit anderen Künstlern
- Zonophon Record grün X-21 133 Spatzen-Hochzeit: Ludwig Arno, Vortrag, und gepfiffen von Guido Gialdini. / Zonophon Record grün X-29 308 Weibi, Weibi, von Haupt – hier nur Gialdini.
- Odeon O-2661a/b (Be 7435, 7436) Der stumme Kunstpfeifer vor Gericht, I und II

mit Paul Bendix und Orchester. Okt.28
- Gramophone Concert Record G.C.-49529 Die Spatzen-Hochzeit: Ludwig Arno, Vortrag, und gepfiffen von Guido Gialdini Orchester Seidler-Winkler / Rückseite Pfeiflied, aus „Das muss man seh’n“ (Hollaender) Orchester Seidler Winkler – hier nur Gialdini.

Solo
Akustische Aufnahmen:
- Waffah Record Nr. 4157a (12 494) Kind du kannst tanzen. Großer Walzer a. d. Optte „Die geschiedene Frau“ (Leo Fall) / b (12 496) Täubchen, mein Täubchen Prisca. Italienisches Ständchen a.d.Optte „Die Najaden“ (Rupprecht)
- Favorite 1-10 315 (14 010-0-) Alexander Two-Step (R.Belin)(sic) / 1-10 318 (302 248) Temptation Rag (Lodge)
- Zonophone grün X-29 257 (3865 h) Glühwürmschen-Idyll (aus „Lysistrata“) mit Orchester / X 29 258 ( 3882 h) Die vier Jahreszeiten der Liebe (aus „Die Herren vom Maxim“) mit Orchester
- Zonophone X-29 259 (3868 h) Schenk’ mir doch ein kleines bißchen Liebe, aus „Berliner Luft“ / X-29 260 (3866 h) Whistling Rufus
- Zonophone X-29263 (4265 h) La Mattchiche, mit Orchester / X-29264 (4266 1/2 h) Sag' mir, ob du mich kennest, aus „Das bummelnde Berlin“ mit Orchester
- Zonophone X-5 29 270 (6458 r) Lieb’ mich und die Welt ist mein / (6459 r) Mein Täubchen
- Zonophone 60 064 (6831 L) Waldvögelein. Gavotte (A.Adolfs) / (6833 L) Mohnblumen (Poppies). Intermezzo (Neil Moret)
- Victor 17 050 Gretchen’s Dream Waltz (Disc 1912,[15] )

Elektrische Aufnahmen:
- Tri-Ergon T.E. 5182 (M 01283) La Folleta (S.C.Marchesi) / (M 01285) Die Spieluhr (The Clock Is Playing) (P.Blaauw)
- Ultraphon A 663 (mx. 15314) Parade im Kindergarten (Paul Bendix) / (mx. 15315) Hochzeit der Holzpuppen (Nacio Herb Brown). Aufgenommen Oktober 1930, Berlin
- Ultraphon A 664 (mx. 15316) Leuchtkäferchens Stelldichein (Ludwig Siede) / (mx. 15317) Chinesische Straßenserenade (Ludwig Siede). Aufgenommen Oktober 1930, Berlin

Neu veröffentlichte Aufnahmen auf CD:
- Populäre jüdische Künstler, Trikont-CDs, enthält: Guido Gialdini: Tamerlan.[16]
- Totentanz: Kabarett im KZ (CD): Edition Mnemosyne VS2003 enthält: Kabarett-Revue 1932 (Text Paul Nikolaus): Willy Rosen, Guido Gialdini, Paul O‘Montis u. a.[17]

### Aufnahmen von Gialdini sind zu hören unter
- Early 1900’s Whistling Music. (Memento vom 7. Juni 2012 im Internet Archive) besmark.com; Recordings from Victrola (1904–1922)
- Tout Passe Waltz (Whistling Solo); archive.org.
- Guido – Halopa (Memento vom 18. Januar 2013 im Webarchiv archive.today; MP3) beemp3.com
- (Aufnahmen 1913–1914) (Memento vom 24. März 2016 im Internet Archive) tagoo.ru